# Squaredans

Den internationella symbolen för squaredans

Square dance,  på svenska modern ("western" eller amerikansk) squaredans, utvecklades under 1930- och 1940-talen ur traditionell amerikansk folkdans inklusive traditionell squaredans, främst genom samordnande insatser av Lloyd Shaw. Den dansas i dag över hela världen av människor i alla åldrar. Squaredans har sina rötter från äldre europeiska danser som kontradans och 1700-talsdansen kadrilj. 

## Squaredans i Sverige
Till Sverige kom dansen från USA första gången 1978, och under de första åren på 1980-talet bildades ett antal squaredansklubbar i landet. År 2003 hade antalet klubbar vuxit till drygt 150 över hela landet med sammanlagt över 7000 medlemmar. År 2010 har antalet sjunkit något och man räknar med ungefär 6500 medlemmar i 130 klubbar. Även i Danmark, Storbritannien och Tyskland finns ett relativt stort intresse för squaredans. 
I Sverige hålls regelbundet återkommande offentliga squaredans-festivaler och sedan 1983 en årligen återkommande nationell festival med beteckningen Squaredance Convention, som sedan dess alternerar mellan olika svenska städer. Vissa år, som 2010, fungerar det svenska Squaredance Convention också som Europeiskt Convention, med dansare och caller från flera länder.
Förutom den regelbundna aktiviteten med kurser och danser som sker i klubbarnas regi, arrangeras på flera platser i Sverige ofta speciella flerdagarskurser under sommarmånaderna. Mest känd var dansanläggningen i Böda på Öland. Där anordnades veckolånga kurser som många dansare återvände till år efter år. Kurserna leddes av internationellt kända svenska, amerikanska, danska och tyska callers. Tyvärr har verksamheten där upphört.

## Dansens principer
Fyra danspar (åtta personer) ställer upp sig på ett sådant sätt att varje par utgör en sida i en square (engelska för fyrkant), vilken är den grundformation som dansen utgår ifrån. Dansen leds av en "caller" som kontinuerligt instruerar dansarna vilka enskilda dansturer som ska utföras, genom att sjunga ut namnet på dessa till musik (se också nedan). Alla enskilda turer (call) är i förväg inövade under squaredanskurser och följer en internationell standard. Alltsedan 1970-talet har modern squaredans utvecklats och standardiserats av Callerlab, som är det internationella förbundet för squaredans-callers. Callen är i huvudsak namngivna på engelska och dansas likadant över hela världen. Det är en fördel om man kan engelska, men det är absolut inget krav för att man skall kunna bli en god squaredansare. 
Callerns uppgift är att sätta ihop de enskilda callen (dansturerna) till intressanta koreografiska mönster. Detta innebär att dansarna aldrig i förväg vet hur dansen kommer att se ut. De många turerna erbjuder enorma variationsmöjligheter och ingen dansomgång är den andra lik. Detta är en av de bärande idéerna med modern squaredans, vilket också skiljer den från traditionell squaredans där hela koreografin instuderas före dansen. I modern squaredans är det mycket viktigt att alla är uppmärksamma och samarbetar för att dansgruppen ska lyckas, vilket bidrar till att göra squaredans utmanande och rolig. Om allt gått perfekt slutar dansen i samma position där man började och man ger alltid varandra och callern en varm applåd. Artighet är ett annat viktigt begrepp inom squaredans och man bugar åt varandra både innan dansomgången börjar och när den är slut.

## Squaredanstip
Varje dansomgång (även kallad tip) består av två delar - hash call eller "hoedown" och singing call. Den första delen är upplagd så att man alltid kommer tillbaka med sin danspartner till ursprungplatsen, "hempositonen",  under dansens gång. Denna del är ofta mer utmanande och dansas vanligtvis till instrumental musik där callern instruerar mer genom att prata eller rappa än att sjunga till musiken. Under den andra delen sjunger callern istället och namnen på turerna vävs samman med sångtexten. Nu kommer också damerna kontinuerligt att byta platser med varandra så att de får dansa med alla herrarna i gruppen. Squaredans dansas till de flesta musikgenrer (oftast pop/rock, disco, country, schlagers) och vanligtvis är det en blandning mellan ny och gammal musik.

## Dansnivåer
- Modern squaredans dansas på tio olika nivåer, de tre första är:
  - Basic - nybörjarnivån som omfattar 51 dansturer (call)
  - Mainstream - omfattar ytterligare 17 call
  - Plus - med ytterligare cirka 30 call*

Nybörjare genomgår efter en kurstid om vanligen två terminer, en examen (engelska: graduation), vilket är en förutsättning för att dansaren skall erhålla det klubbmärke (engelska: badge) som krävs för att få dansa på offentliga festivaler och dansställen. Efter godkänd graduation är dansaren "Basicdansare". De följande två nivåerna, mainstream och plus, undervisas var och en på två terminer. Det är inte ovanligt att dansare väljer att "stanna" på någon av dessa nivåer, vilka erbjuder riklig utmaning, stor variation och mycket nöje. På badgen kan man fästa märken som talar om vilka nivåer man dansar på, för att undvika att man blir uppbjuden på fel nivå.
- De två närmast följande nivåerna är:
  - Advanced 1 (A1) - omfattande cirka 40 call
  - Advanced 2 (A2) - omfattande ytterligare cirka 37 call

Dessa nivåer dansas av mer erfarna dansare. Nivåerna ställer något högre krav på den enskilda dansaren, eftersom denne förväntas kunna agera mer självständigt än på de lägre nivåerna. Danstip på A-1 och A-2-nivåerna innehåller också call från de tre lägre nivåerna, vilket innebär att dansaren för varje ny nivå förväntas behärska även alla de lägre nivåerna.    
- De fem högsta nivåerna är 
  - Challenge 1 (C1) - omfattande cirka 85 call
  - Challenge 2 (C2) - omfattande knappt 100 call
  - Challenge 3a (C3A)
  - Challenge 3b (C3B)
  - Challenge 4 (C4)

Challengenivåerna dansas av ett mindre antal dansare, vilket i synnerhet gäller de allra högsta nivåerna. Turerna är ofta mer komplicerade än på de lägre nivåerna. Vissa call, så kallade koncept, är mer allmänt definierade, vilket innebär att de inte övas in i förväg, utan dansaren förväntas kunna beräkna hur turen skall utföras i samma stund som den ropas ut. Svårighetsgraden innebär att inlärningstiden för varje nivå som regel blir längre än på de lägre nivåerna, omfattande flera terminer per nivå.       
Det finns tillräckligt många olika nivåer med stigande svårighetsgrad i squaredans för att man aldrig ska kunna bli helt fullärd.

## Danser
Många dansare klär upp sig lite extra vid danser och festivaler. Det är dock sällan något krav på speciell klädsel, men dansarrangörerna rekommenderar ofta något av följande:
1. Ledig - Valfri klädsel.
2. Korrekt eller Proper - Killar ska ha långärmad skjorta och tjejer ska helst ha blus och kjol.
3. Traditionell - Amerikansk och västern-inspirerad klädsel som jeans och boots.
I Sverige hålls regelbundet återkommande offentliga squaredans-festivaler och sedan 1983 en årligen återkommande nationell festival med beteckningen Squaredance Convention, som sedan dess alternerar mellan olika svenska städer. Vissa år, som 2010, fungerar det svenska Squaredance Convention också som Europeiskt Convention, med dansare och caller från flera länder.